# Every Beat of My Heart
| 전문가 평가   | 전문가 평가 |
| 평가 점수     | 평가 점수   |
| 출처          | 점수        |
| ------------- | ----------- |
| AllMusic      | [ 2 ]       |
| Rolling Stone | (average)   |

《Every Beat of My Heart》는 1986년 6월 23일, 워너 브라더스 레코드가 발매한 영국의 싱어송라이터 로드 스튜어트의 열네 번째 스튜디오 음반이다. 이 곡들은 원 온 원 스튜디오, 캔 암 레코더, 체로키 스튜디오, 빌리지 레코더, 레코드 플랜트, 아티산 사운드 레코더에서 녹음되었다. 이 음반은 〈Love Touch〉, 〈Another Heartache〉, 〈In My Life〉, 〈Every Beat of My Heart〉의 네 개의 싱글을 발매했다.

## 내용
이 음반에는 로버트 레드퍼드의 영화 《리갈 이글》의 테마로 인기를 얻은 곡 〈Love Touch〉가 수록되어 있다. 〈Love Touch〉는 홀리 나이트, 마이크 채프먼, 진 블랙이 각본을 썼다. 이 음반에는 레논-매카트니의 〈In My Life〉의 커버도 포함되어 있는데, 이 커버는 로드가 여러 번 커버한 것 중 하나이다. 차트에 실패한 싱글로 발매되었다. 라이너 노트에 따르면, 이 음반은 로드의 부모 밥과 엘시 스튜어트에게 바쳐졌다. 〈Every Beat of My Heart〉는 이 음반의 가장 큰 히트곡이었고 1986년 7월 영국 싱글 차트에서 2위에 올랐다.

## 곡 목록
| #   | 제목                         | 작사·작곡                                       | 재생 시간 |
| --- | ---------------------------- | ----------------------------------------------- | --------- |
| 1.  | 〈Here to Eternity〉         | 로드 스튜어트, 케빈 새비거                      | 5:58      |
| 2.  | 〈Another Heartache〉        | 브라이언 애덤스, 짐 밸런스, 스튜어트, 랜디 웨인 | 4:29      |
| 3.  | 〈A Night Like This〉        | 스튜어트                                        | 4:06      |
| 4.  | 〈Who's Gonna Take Me Home〉 | 스튜어트, 새비거, 제이 데이비스                 | 4:38      |
| 5.  | 〈Red Hot in Black〉         | 스튜어트, 짐 크레건, 새비거                     | 3:30      |
| 6.  | 〈Love Touch〉               | 마이크 채프먼, 진 블랙, 홀리 나이트             | 3:59      |
| 7.  | 〈In My Own Crazy Way〉      | 스튜어트, 프랭키 밀러, 트로이 실즈, 에디 세서   | 3:17      |
| 8.  | 〈Every Beat of My Heart〉   | 스튜어트, 새비거                                | 5:18      |
| 9.  | 〈Ten Days of Rain〉         | 스튜어트, 새비거, 토니 브록                     | 5:21      |
| 10. | 〈In My Life〉               | 존 레논, 폴 매카트니                            | 2:00      |

## 인증
| 국가                                                  | 인증 | 판매량/출하량 |
| ----------------------------------------------------- | ---- | ------------- |
| 오스트리아 (IFPI 오스트리아)                          | 골드 | 25,000*       |
| 독일 (BVMI)                                           | 골드 | 250,000^      |
| 스위스 (IFPI 스위스)                                  | 골드 | 25,000^       |
| 영국 (BPI)                                            | 골드 | 100,000^      |
| *판매량을 기반으로 한 인증 ^출하량을 기반으로 한 인증 |      |               |